# Немовичі (станція)
Немо́вичі (до 1895 року Степань) — проміжна залізнична станція 5 класу Рівненської дирекції Львівської залізниці.
Розташована у селі Немовичі Сарненського району Рівненської області на лінії Рівне — Сарни між станціями Малинськ (12 км) та Сарни (відстань 15 км).

## Історія
Станцію було відкрито 2(14) серпня 1885 року при відкритті руху на залізниці Рівне — Сарни — Лунинець. Мала назву Степань. Сучасна назва з 1895 року.
Зупиняються лише приміські дизель-потяги.